# Marie-Louise Sorbon
Marie-Louise Sorbon (även Marie-Louise Siösteen) född 24 oktober 1913 i Södertälje, död 30 maj 1975 i Spånga, var en svensk skådespelare och sångare.
Sorbon medverkade i några filmer perioden 1935–1937 samt var medlem i sångtrion Sorbon Sisters. Hon var dotter till hovfotografen David Sorbon och syster till skådespelarna Ulla, Stina och Bert Sorbon samt till konsthantverkaren Birgitta Sorbon Malmsten. Hon var gift första gången 1937-1949 med Lorens Marmstedt och andra gången med Björn Siösteen.

## Filmografi
- 1935 – Valborgsmässoafton
- 1936 – Johan Ulfstjerna
- 1936 - Han, hon och pengarna
- 1936 - Kungen kommer
- 1936 - S.F. cabaret
- 1936 – Bröllopsresan
- 1936 – Flickorna på Uppåkra
- 1937 - Klart till drabbning